# 炮台山遗址
炮台山遗址，位于中国河北省承德市虎什哈镇南炮台山，为承德市滦平县的一个省级文物保护单位，类型为古遗址，公布时间为2001年2月7日。
炮台山遗址的历史年代为战国。